# Svenska Serier 1995
Svenska Serier Årgång 1995 var den 13:e årgången av tidningen och gavs ut i fyra nummer.
| Nummer | Serie                                                  | Upphovsman                                     |
| ------ | ------------------------------------------------------ | ---------------------------------------------- |
| 1      | Harry Hund och hans vidriga jycke Sven                 | Jonas Darnell Patrik Norrman                   |
|        | Misse Katts Bravader 3: Rötäggen anfaller              | Per Simonsson Mikael Riesebeck                 |
|        | Royland                                                | Erik Rosenlund                                 |
|        | Kapten Hårdhänt                                        | Johan Wanloo Alexander Cavalieratos            |
|        | Utdrivaren                                             | Ola Larsson                                    |
|        | Post Mortem                                            | Ulf Österström, Stefan Hedmark & Joakim Hertze |
|        | SVT                                                    | Stefan Hedmark                                 |
| 2      | Harry Hund Nationalkonsult och hans vidriga jycke Sven | Jonas Darnell Patrik Norrman                   |
|        | Martin Udd: Vågorna från Ryssland (Del 1)              | Magnus Knutsson Ulf Jansson                    |
|        | Läderboy                                               | Björn Renberg John Holmvall                    |
|        | Allan Röde: En Dålig Dag att Dö                        | Mats Svensson                                  |
|        | Det var en gång…                                       | Joakim Hertze                                  |
|        | Max Djup                                               | Attila Tóth                                    |
|        | Syntetiska Teser                                       | Göran Gustafsson Fredrik Larsson               |
|        | Kommissarie Kollrig                                    | Alexander Cavalieratos                         |
|        | Råttan Spix                                            | James Kaufeldt Johnny Nittsjö                  |
| 3      | Harry Hund                                             | Jonas Darnell Patrik Norrman                   |
|        | Martin Udd: Vågorna från Ryssland (Del 2)              | Magnus Knutsson Ulf Jansson                    |
|        | Rekryterna                                             | Bengt-Olle Davidsson                           |
|        | The Stig-teddy Show                                    | Johan Wanloo                                   |
|        | Anders & Zippo                                         | Bernt Hansson                                  |
|        | Joe Labero: I Begynnelsen                              | Joakim Hertze Ulf Österström                   |
|        | Råttan Spix                                            | James Kaufeldt Johnny Nittsjö                  |
|        | Reincarno                                              | Daniel Svensson                                |
|        | En Ruta i Taget                                        | Peter Andersson                                |
|        | En Ruta i Taget                                        | Benny Magnusson                                |
|        | När lagen kom till Alpha-48                            | Mikael Nybom                                   |
| 4      | Harry Hund Nationalkonsult                             | Jonas Darnell Patrik Norrman                   |
|        | Råttan Spix                                            | James Kaufeldt Johnny Nittsjö                  |
|        | Martin Udd: Vågorna från Ryssland (Del 3)              | Magnus Knutsson Ulf Jansson                    |
|        | Uffe e Kär                                             | Mikael Göransson                               |
|        | Hektor Bo Svensons Lördag                              | Erik Rosenlund                                 |
|        | Kall Vinter                                            | Karna Rusek Rasmus Gran                        |
|        | Otroligt men sant                                      | Jens Sjödén Tord Sjödén                        |
|        | Dammsugaren                                            | Jonn Clemente                                  |
|        | Lyckans Stolpar                                        | Bosse Eriksson                                 |
|        | Ingo                                                   | Martin Kellerman                               |
|        | Förlorare Vilse i Rymden                               | Lars Esselius                                  |